# Kull, der Eroberer
Kull, der Eroberer (Kull the Conqueror) ist ein US-amerikanischer Fantasy-Abenteuerfilm aus dem Jahr 1997. Regie führte John Nicolella, das auf Motiven von Robert E. Howard basierende Drehbuch schrieb Charles Edward Pogue.

## Handlung
Der Barbar Kull aus Atlantis tötet den König von Valusia, der ihm im Sterben die Krone des Landes übergibt. Ducalon und Taligaro, Erben des Getöteten, sowie Enaros, der Hohepriester, versuchen, die Macht zu erlangen, indem sie die Hexenkönigin Akivasha zum Leben wiedererwecken. Akivasha heiratet den von ihr verhexten Kull und vergiftet ihn während der Hochzeitsnacht. Nachdem er ihr nachträgliches Angebot zu einer gemeinsamen Herrschaft zurückgewiesen hat, will sie ihn töten lassen, was jedoch misslingt.
Gemeinsam mit Zareta, einer Sklavin und Wahrsagerin, die offiziell für Kulls Tod (welcher der Öffentlichkeit vorgetäuscht wird) verantwortlich gemacht wird, und Ascalante, ihrem Bruder und Priester des Valkar, flieht Kull und überquert den Ozean auf der Suche nach der Eisinsel, wo der Legende nach der „Atem Valkars“ aufbewahrt wird, die einzige Waffe, die Akivasha stoppen und die Flamme Acherons löschen kann. Während der Überfahrt kann er den Verrat des Schiffsbesitzers vereiteln. Währenddessen nimmt Taligaro auf Befehl Akivashas die Verfolgung auf.
In einer Höhle auf der Eisinsel angekommen, erkennen die Helden, dass allein eine Jungfrau dem Fluch des Gottes widerstehen kann, der jeden zu Eis erstarren lässt, woraufhin Zareta den Atem Valkars in sich aufnimmt. Taligaro erscheint mit seinen Truppen, tötet Ascalante, entführt Zareta, um die Hexe zu besiegen und selbst die Macht an sich zu reißen, verschließt die Höhle und verbrennt Kulls Schiff.
Kull erreicht dennoch wieder das Königreich Valusia, wo sich Akivasha auf die endgültige Wiederherstellung von Acheron vorbereitet. Taligaro versucht, sie durch Zareta zu vernichten, scheitert jedoch und kämpft mit Kull, der versucht, diese zu retten. Nachdem dieser sich durchgesetzt hat, nimmt er selbst den Atem Valkars an und gibt ihn an Akivasha durch einen Kuss weiter, womit er die häufig im Film erwähnte Prophezeiung erfüllt. Schließlich tötet er Taligaro, der nochmals versucht, ihn unter Druck zu setzen, die Macht an ihn abzugeben, und wird unumstrittener König.
Am Ende verkündet er seine Macht, die über den Gesetzen steht, und schafft die traditionelle Sklaverei ab.

## Kritiken
James Berardinelli schrieb auf ReelViews, der Film sei ein „würdiger Nachfolger“ von Red Sonja und Conan der Zerstörer – er sei derart „köstlich furchtbar“, dass das Zuschauen Spaß mache. Die Schwerter und Zaubereien würden keine besondere Originalität ermöglichen, doch in diesem Film würden die altbekannten Elemente ohne besondere Intelligenz zusammengesetzt. Die Spezialeffekte würden „unglaublich billig“ wirken. Tia Carrere zeige, dass sie etwas attraktiver wirken könne, als sie talentiert sei; Karina Lombard agiere ähnlich „starr“ wie in ihren früheren Rollen.
Die Zeitschrift Cinema bezeichnete den Film als „schlichte Barbaren-Action und nervtötender Heavy-Metal“.

## Hintergründe
Der Film hat, wie alle anderen Howard-Verfilmungen, lediglich den Namen der Hauptfigur sowie einige einzelne Motive gemeinsam.
Im vorliegenden Fall wird fälschlicherweise oft behauptet, dass die Geschichte von Howard stammt, allerdings handelt es sich um eine gleichnamige Geschichte mit abweichendem Inhalt, aus welcher der Drehbuchautor lediglich einen Namen und zwei Ereignisse entnommen hat.
Der Film wurde in Bratislava und in den anderen Orten in der Slowakei sowie in Kroatien gedreht. Er spielte in den Kinos der USA ca. 6,1 Millionen US-Dollar ein. In einigen Ländern wie Großbritannien wurde er direkt auf Video veröffentlicht.